# Sargus goliath
Sargus goliath är en tvåvingeart som först beskrevs av Charles Howard Curran 1927.  Sargus goliath ingår i släktet Sargus och familjen vapenflugor. Inga underarter finns listade i Catalogue of Life.